# Dungeons & Dragons (Film)
Dungeons & Dragons ist ein Fantasy-Abenteuer-Film, der im Jahr 2000 in thematischer Anlehnung an das gleichnamige Rollenspiel-System produziert wurde. Der Film startete am 12. April 2001 in den deutschen Kinos.

## Handlung
Der Film spielt im magischen Kaiserreich Izmer, wo die herrschende Elite der Magier die so genannten „Gewöhnlichen“ unterdrückt. Die junge Kaiserin Savina beabsichtigt, umfassende Reformen zur Behebung der allgemeinen Ungerechtigkeit durchzusetzen; dem steht jedoch der schurkische Erzmagier Profion entgegen, der nicht nur den Status quo beibehalten, sondern sich selbst zum Alleinherrscher aufschwingen möchte.
Mittels einer Intrige soll der Kaiserin das goldene Zepter, das Herrschaft über eine Armee goldener Drachen verleiht, genommen werden; Savina erlangt jedoch Kenntnis von einem roten Zepter, das noch mächtiger sein soll.
Durch eine Verwicklung des Schicksals finden sich die Magierschülerin Marina, die beiden jungen Diebe Ridley und Snails und der grobgeschnitzte Zwerg Elwoods als rollenspieltypische Abenteurergruppe zusammen, die unter anderem von den Scharlachroten Brigaden, den Häschern des Schurken Profion, gejagt werden. Eine geheimnisvolle Schriftrolle führt sie unter anderem durch einen Test der Diebesgilde und bringt sie mit Waldelfen sowie der Fährtensucherin Norda zusammen. Sie brechen auf zu der Queste, das rote Zepter ausfindig zu machen, bevor es Profion in die Hände fällt. Zwischen Ridley und Marina bahnt sich eine Liebesbeziehung an, das Mädchen wird jedoch vom dämonischen Handlanger Damodar auf seine Burg entführt; die Befreiungsaktion verläuft dramatisch, der Dieb Snails kommt dabei ums Leben.
Während sich die Lage im Hohen Rat zuspitzt und ein Bürgerkrieg droht, erreichen die versehrten Helden das Lager der Waldleute, wo sie einiges über die Natur der Drachen erfahren, die die Zepter kontrollieren: die goldenen Drachen sind die Wurzel aller Magie und somit die Existenzgrundlage des Reiches Izmer, doch werden sie von den roten Drachen unbarmherzig gejagt, deren Sieg die Herrschaft des Bösen bedeuten würde.
Nach einer Liebesnacht zwischen Ridley und Marina folgt die Entzifferung der Schriftrolle, die den Weg zu einer Höhle und dem roten Zepter weist.
Dieses gelangt in den Besitz Damodars, dem Ridley durch ein Dimensionstor auf die Türme der Magierschule folgt, wo der Kampf zwischen den kaiserlichen goldenen Drachen und den roten Drachen tobt. Ridley tötet Damodar für die Verletzung, welche dieser seiner geliebten Marina zugefügt hat; auf dem Höhepunkt der Handlung wird der Finsterling Profion schließlich, bevor er Savina töten kann, von einem goldenen Drachen verschlungen.
Der glückliche Schluss bringt Friede und Freiheit für alle Izmeriten und das Versprechen der Wiederkehr des getöteten Snails; das offene Ende zeigt die Heldengruppe, wie sie in unbekannte Dimensionen aufbricht, diesen ausfindig zu machen.

## Auszeichnungen und Kritik
Die Schauspielerin Thora Birch wurde 2001 für den Young Artist Award als beste Nebendarstellerin nominiert.

„Ein fantasieloser, dilettantisch inszenierter Fantasyfilm nach einem populären Rollenspiel, der auch tricktechnisch nie überzeugt“

„Was in netter Runde am Küchentisch für Kurzweil sorgt, bereitet in der Kinoversion nur gähnende Langeweile. Jeremy Irons spielt miserabel, die Dialoge sind schlechter als improvisiert. Eine Argumentationshilfe für Fantasyhasser.“

Fans des Rollenspiels kritisierten den Film unter anderem dafür, dass er statt des Weltenhintergrundes der Vorlage einen völlig neuen Hintergrund benutzte.
Von der Kritik wurde der Film verrissen. Man attestierte ihm trotz talentierter Schauspieler unter anderem miserable Dialoge, amateurhafte Inszenierung, hölzerne Darstellung, schlechte Kameraführung, eine geisttötende komische Nebenrolle mit rassistischen Elementen und zahlreiche andere Mängel mehr. Einige wenige Kritiker konnten aus dem Film humoristischen Gewinn ziehen. Bei der Auswertung von Rotten Tomatoes waren nur 11 % von 85 Kritiken positiv. In den Zuschauerwertungen der IMDB erhielt der Film lediglich 3,6 von 10 Punkten.

## Sonstiges
Die Fortsetzung Dungeons & Dragons – Die Macht der Elemente aus dem Jahre 2005 wurde direkt auf DVD veröffentlicht. Bruce Payne kehrte als einziger Darsteller aus dem ersten Film zurück, die Regie übernahm Gerry Lively.
2012 entstand mit Dungeons & Dragons 3: Das Buch der Dunklen Schatten ein weiterer Film der Reihe. Die Fernsehproduktion wurde erneut von Gerry Lively inszeniert.